# Batalla de Salt River
La Batalla de Salt River fue un pequeño enfrentamiento militar entre la tripulación de una flota portuguesa dirigida por Francisco de Almeida y el clan Khoikhoi indígena ǃUri"aekua ("Goringhaiqua" en neerlandés, también conocido como Khoina en algunas fuentes). Destaca por ser el primer encuentro militar entre europeos e indígenas en lo que luego se convertiría en Sudáfrica. La batalla resultó en una masacre de las fuerzas portuguesas y una victoria para los ǃUriǁʼaekua.

## Antecedentes
Después de ganar la Batalla de Diu en el Océano Índico, Almeida zarpó hacia Portugal en diciembre de 1509 y llegó a Table Bay cerca del Cabo de Buena Esperanza, donde García, Belém y Santa Cruz echaron anclas a fines de febrero de 1510, para reponer agua. Allí se encontraron con la población indígena local, el clan ǃUriǁʼaekua Khoikhoi. Después de un intercambio amistoso con los ǃUriǁʼaekua, un grupo de 12 o 13 miembros de la tripulación visitó su pueblo cercano, situado en el actual Observatory o Mowbray.
Los relatos difieren sobre lo que sucedió en la aldea de ǃUriǁʼaekua sobre si los portugueses iniciaron las hostilidades al intentar robar ganado o si ǃUriǁʼaekua intentó robar artículos a los portugueses. Los portugueses fueron expulsados del pueblo de regreso a sus barcos, tras lo cual suplicaron a Almeida que se vengara. Los oficiales portugueses debatieron extensamente sobre si tomar medidas de represalia, y Almeida finalmente acordó realizar una redada punitiva a la mañana siguiente.
El historiador portugués del siglo XVI, Gaspar Correia, culpa a los marineros portugueses por iniciar el altercado en el pueblo y señala que los ǃUriǁʼaekua probablemente ya estaban cansados de la presencia portuguesa, preocupados de que pudieran establecerse en la zona. Almeida admitió antes de la batalla que, en su opinión, era probable que sus propios hombres fueran los culpables de provocar las hostilidades.

## Batalla
Almeida permitió que sus capitanes Pedro y Jorge Barreto regresaran al pueblo en la mañana del 1 de marzo de 1510 con una fuerza de alrededor de 150 hombres armados con espadas, ballestas y lanzas y asaltaron el pueblo. El historiador militar sudafricano Willem Steenkamp especula que los ǃUriǁʼaekua permitieron que los portugueses avanzaran hacia el interior para poder entablar combate con ellos de cerca cuando entraban en las zonas densamente pobladas del interior. Los portugueses llegaron al pueblo que encontraron desierto a excepción de algunos niños y ganado, que los portugueses comenzaron a secuestrar y robar.
Una fuerza de alrededor de 170 ǃUriǁʼaekua contraatacó con piedras, lanzas con punta de madera endurecida al fuego y flechas envenenadas. Los ǃUriǁʼaekua también desplegaron ganado especialmente entrenado que respondería a silbidos y gritos específicos. Cuando las armas ǃUriǁʼaekua resultaron ineficaces contra los portugueses, utilizaron su "ganado como escudos móviles, escondiéndose detrás de ellos y arrojando con precisión assegais y piedras a los portugueses". El repentino y controlado ataque cuerpo a cuerpo del ǃUriǁʼaekua resultó en una derrota portuguesa, lo que los obligó a retirarse a la playa en lo que hoy es parte de Salt River, Ciudad del Cabo.
Cuando el capitán del buque insignia, Diogo d'Unhos, trasladó los botes de desembarco a un abrevadero más arriba en la playa, los portugueses se quedaron sin retirada cuando llegaron a la playa. El ǃUriǁʼaekua sintió la oportunidad de un ataque, durante el cual Almeida y 64 de sus hombres murieron, incluidos 11 de sus capitanes. Varios de los combatientes portugueses atrapados en la playa lograron sobrevivir a la batalla retirándose más arriba de la playa hasta los botes de desembarco en los abrevaderos. El cuerpo de Almeida fue recuperado esa misma tarde y enterrado en la orilla cerca de donde murió.

## Teoría de la trama
El archivero sudafricano Nicolaas Vergunst sugirió en un libro de 2011 que De Almeida fue víctima de un complot de sus propios hombres, quienes cortaron intencionalmente su retirada después de la provocación planeada de los ǃUriǁʼaekua.

## Impacto
La pérdida fue una notable vergüenza militar para los portugueses y llevó a una aplicación más estricta de una política anterior suya de no desembarcar barcos en la región. También le valió a los clanes khoikhoi de la región una reputación de ferocidad entre las naciones europeas. La directiva portuguesa de no desembarcar barcos en la región los colocó en desventaja a largo plazo con los neerlandeses, ingleses y franceses cuando competían por el comercio y la influencia en el Océano Índico, ya que sus competidores aterrizaron en la costa para reabastecerse.
La batalla ha sido utilizada esporádicamente como parábola por varios escritores desde el siglo XVI para reflexionar sobre las ansiedades morales o políticas de su época. Escritores portugueses contemporáneos como Correa, João de Barros y Luís de Camões, y más tarde escritores británicos como Thomas Herbert y William Julius Mickle, utilizan la batalla para reflexionar sobre las “tensiones y sinergias entre conquista militar y persecución comercial”. En los últimos tiempos, el expresidente sudafricano Thabo Mbeki ha retratado la batalla para reflexionar sobre lo que él vio como el "primer momento de la lucha anticolonial negra".